# 菲白水库
菲白水库是中国云南省红河哈尼族彝族自治州蒙自市境内的一座水库，位于北溪河上，建于1965年。水库正常库容为1280万立方米，集雨面积为59平方千米，海拔为1777米。